# Arbaz
Arbaz es una comuna suiza del cantón del Valais, situada en el distrito de Sion. Limita al norte y este con la comuna de Ayent, al sur con Grimisuat, y al oeste con Savièse.